# Liza Umarowa
Liza Sulimowna Umarowa czecz. Iумарийн ЙоI Лиза (ur. 12 marca 1965 w Ałma-Acie) – czeczeńska pieśniarka.

## Życiorys
Rodzina Umarowej pochodziła ze wsi Katyr-Jurt w Czeczenii, skąd została przymusowo deportowana w 1944. Dzieciństwo spędziła w Ałma-Acie. W 1982 jej ojciec zdecydował się powrócić do Groznego wraz z rodziną. Po ukończeniu szkoły średniej Liza rozpoczęła studia w Instytucie Sztuki Teatralnej w Jarosławiu (Ярославский театральный институт). Nie ukończyła studiów, wyszła za mąż i poświęciła się rodzinie (miała trójkę dzieci). Pracowała na stanowisku dyrektorki Domu Kultury w Groznym.
W czasie I wojny czeczeńskiej dom Umarowów został zbombardowany, a rodzina przeniosła się do Moskwy. W tym czasie prowadziła mały sklepik, który nazwała Vaynaham, w którym sprzedawała literaturę czeczeńską i płyty. Po przeniesieniu do Moskwy rozstała się z mężem i samodzielnie wychowywała dzieci.
W 1998 nagrała swoją pierwszą płytę. Znalazł się na niej utwór „Ojczyzna” do muzyki z utworu Liberta, śpiewanego w latach 80. przez duet Al Bano i Romina Power. Jak wspominała Umarowa nagrała płytę, aby mieć czym nakarmić swoje dzieci. „Ojczyzna” stała się jednym z największych przebojów pirackiego rynku muzycznego na Kaukazie.
Po sukcesie pierwszej płyty Liza nagrywała kolejne, poświęcone wydarzeniom w Czeczenii. Nie mając sprzętu do nagrywania Umarowa śpiewała do swojego telefonu komórkowego. Piosenka „Grozny, Miasto-Bohater” stała się jedną z najpopularniejszych piosenek śpiewanych w Groznym. Mimo iż nagrywanie piosenek nie przynosiło Umarowej zysków, tworzyła nadal w przekonaniu, że jej piosenki podnoszą na duchu Czeczenów wzywając do pokoju i pojednania na Kaukazie. W listopadzie 2004 przyjechała do Groznego na pierwszy koncert w swoim życiu.
6 września 2005 Liza Umarowa i jej 15-letni syn Murad zostali dotkliwie pobici w Moskwie przez czterech pijanych mężczyzn. Według relacji Umarowej jeden z napastników miał powiedzieć, że nie ma dla nich miejsca w tym kraju. W 2006 trzy osoby, które miały dokonać napadu stanęły przed sądem moskiewskim, który skazał ich na kilkuletnie kary więzienia.
W 2012 wyjechała do Finlandii, gdzie stara się o uzyskanie azylu politycznego.